# 極端份子樂團
極端份子樂團（英語：Winger）是來自美國紐約市的硬式搖滾樂團，成立於1987年，在1980年代後期和1990年代初期廣受歡迎。樂團的兩張白金唱片——《極端份子》和《在年輕的心中》，以及榜單名曲〈十七歲〉、〈走向心碎〉與〈千里走〉，使其在1990年代初名列榜首。1990年，該樂隊被提名為美國音樂獎「最佳新重金屬樂隊」。由於油漬搖滾的流行，音樂環境在1990年代初至中期發生了變化，因此在第三張專輯《拉扯》發行後，他們的成功逐漸減弱。
極端份子樂團於1994年解散。他們於2001年團聚，並進行了幾次成功的巡迴演出。2006年，樂團的1993年巡迴演唱會陣容（不含保羅·泰勒和約翰·羅斯）重聚錄製了樂團13多年來的第一張錄音室專輯《IV》，並進行了巡迴演唱，直至2008年。
2009年，第五張專輯《因果》發行。截至2013年，極端份子樂團大多從事小型旅遊、節日和私人活動的表演。第六張專輯《美好的日子來了》於2014年發行。

## 外部連結
- 官方网站
- Winger在互联网电影资料库（IMDb）上的資料（英文）